# Буймер (річка)
Буймер — річка в Україні, в межах Охтирського району Сумської області. Ліва притока Олешні (басейн Дніпра).

## Опис
Довжина річки 15 км. Буймер бере початок на північний-захід від с. Оводівка. Тече переважно на південний схід. Впадає до Олешні на південь від села Комарівка.
На річці розташовані села: Оводівка, Братське, Мащанка Тростянецької міської громади, Комарівка Чупахівської селищної громади.

## Притоки

### Праві
- Глибокий - яр у Тростянецькій громаді, впадає в Буймер у селі Оводівка
- Оринкин - яр у Тростянецькій громаді, впадає в Буймер у селі Братське
- Хутіврський - яр у Тростянецькій громаді, впадає в Буймер у селі Братське
- Лужків - яр у Чупахівській громаді, впадає у Буймер північніше села Мащанка
- Попова - балка у Чупахівській громаді, впадає у Буймер на південній околиці села Мащанка
- Широкий - яр у Чупахівській громаді, впадає у Буймер у селі Комарівка

### Ліві
- Ковшунка - балка у Тростянецькій громаді, впадає у Буймер південніше села Оводівка
  - Кононова - балка, притока Ковшунки
- Христлака - балка у Тростянецькій громаді, впадає у Буймер північніше села Мащанка
- Кононова - балка у Тростянецькій громаді, впадає у Буймер на північній околиці села Мащанка
  - Комишна - балка, притока Кононової
- Іржавець - балка у Тростянецькій громаді, впадає у Буймер на південній околиці села Мащанка